# 大衛·普羅斯
大衛·查爾斯·普羅斯，MBE（1935年7月1日—2020年11月28日）是英國健美運動員、舉重運動員和電影、電視演員。在全球，他以原版《星球大戰》三部曲中的達斯·維達的形象描繪而聞名（聲音由詹姆斯·厄爾·瓊斯配音）；2015年，他出演了一部有關該角色的紀錄片，名為《我是你的父親》。在擔任黑武士角色之前，普羅斯已在英國樹立了第一位「綠色十字碼（Green Cross Code）」人物，這是在針對兒童的道路安全運動中使用的角色。

## 早年生活
普羅斯從小在英國布里斯托的Southmead住宅區長大，並獲得了布里斯托文理學校的獎學金。
普羅斯個子很高，足198公分。他對健美運動感到興趣。他早期工作包括在舞廳里當保鏢，並在那裡他遇見了他未來的妻子，以及在Henleaze游泳池當助手。自1961年在英國重量級舉重錦標賽中獲得成功後，他於1963年離開家鄉布里斯托，為倫敦的一家舉重公司工作。

## 死亡
普羅斯於2020年11月28日在英國倫敦的一家醫院因嚴重特殊傳染性肺炎而病逝，享年85歲。

## 榮譽與獎項
普羅斯被任命為大英帝國勳章（MBE）成員，以表彰他在2000年新年榮譽會中為慈善事業和道路安全服務的付出。

## 影視作品
| 年份 | 名稱                            | 角色              | 備註                           | 參考 |
| ---- | ------------------------------- | ----------------- | ------------------------------ | ---- |
| 1967 | 《皇家夜總會》                  | 科學怪人的生物    | 無歸屬                         |      |
| 1968 | 《Hammerhead》                  | 喬治              |                                |      |
| 1970 | 《科學怪人的恐怖》              | 創造物            |                                |      |
| 1971 | 《Up Pompeii!》                 | 健壯的男人        | 無歸屬                         |      |
| 1971 | 《Up the Chastity Belt》        | 格倫貝爾爵士      | Sir Grumbel                    |      |
| 1971 | 《Carry On Henry》              | 留鬍鬚的虐待者    |                                |      |
| 1971 | 《發條橘子》                    | 朱利安            |                                |      |
| 1972 | 《吸血鬼馬戲團》                | 健壯的男人        |                                |      |
| 1972 | 《異世奇人》                    | 米諾陶            | 在"The Time Monster"一集       |      |
| 1973 | 《黑蛇》                        | 喬納森·沃克       | Jonathan Walker                |      |
| 1973 | 《White Cargo》                 | 哈利              |                                |      |
| 1974 | 《來自地獄的科學怪人和怪物》    | 創造物            |                                |      |
| 1974 | 《Callan》                      | 亞瑟              |                                |      |
| 1976 | 《太空: 1999》                  | 生物              | 在"The Beta Cloud"一集         |      |
| 1977 | 《星際大戰四部曲：曙光乍現》    | 達斯·維達         | 聲音由 詹姆斯·厄爾·瓊斯 配音   |      |
| 1977 | 《Jabberwocky》                 | 紅鯡魚和黑騎士    | Red Herring and Black Knights  |      |
| 1977 | 《The People That Time Forgot》 | 劊子手            |                                |      |
| 1978 | 《皆大歡喜》（BBC電視莎士比亞） | 查爾斯            | 飾演戴夫·普羅斯（Dave Prowse） |      |
| 1980 | 《星際大戰五部曲：帝國大反擊》  | 達斯·維達         | 聲音由 詹姆斯·厄爾·瓊斯 配音   |      |
| 1983 | 《星際大戰六部曲：絕地大反攻》  | 達斯·維達         | 聲音由 詹姆斯·厄爾·瓊斯 配音   |      |
| 2004 | 《拯救星際大戰》                | 戴夫·普羅斯       |                                |      |
| 2006 | 《Perfect Woman》               | 莫里斯·霍金斯博士 | Dr. Maurice Hawkins            |      |
| 2010 | 《The Kindness of Strangers》   | 法蘭克·布萊恩     | Frank Bryan                    |      |
| 2015 | 《Elstree 1976》                | 他自己            |                                |      |
| 2015 | 《我是你的父親》                | 他自己            |                                |      |
| 2015 | 《The Force's Mouth》           | 他自己            | 紀錄片                         |      |
| 2017 | 傑西·劉易斯 - "盾牌 (Shields)"  | 他自己            | 音樂錄影帶                     |      |

## 外部鏈結
- 官方网站
- 大衛·普羅斯在互联网电影资料库（IMDb）上的資料（英文）
- 在AllMovie上大衛·普羅斯的頁面（英文）
- 大衛·普羅斯的傳記 （页面存档备份，存于）